# Petro Nini Luarasi
Petro Nini Luarasi, nacido el 22 de abril de 1865 en Luaras, Kolonjë (que en la actualidad pertenece a Albania, pero que entonces era parte del Imperio Otomano) y fallecido el 17 de agosto de 1911 en Ersekë (Kolonjë, Albania, entonces Imperio Otomano), fue un activista, profesor y periodista que participó en el Despertar nacional albanés. Su padre, Nini Petro Kostallari, también había participado activamente en el Renacimiento Nacional Albanés como publicista y profesor.

## Biografía
Una vez que terminó la escuela seminario de Qestorat con Koto Hoxhi, trabajó como profesor en las aldeas del distrito de Kolonjë, donde enseñó albanés disfrazado y preparó a varios amigos como futuros profesores de albanés. En 1887, Luarasi y su colega, el profesor Thanas Sina, asumieron la dirección de la escuela albanesa de Korçë de manos de Pandeli Sotiri después de la marcha de este último. Entre 1887 y 1893 Luarasi abrió escuelas de lengua albanesa en Ersekë y en algunos pueblos del distrito de Kolonjë. La fundación y promoción de escuelas albanesas en la zona de Kolonjë por parte de Luarasi lo llevó a entrar en conflicto con Philaretos, el arzobispo griego de Kastoriá. En 1892 se envió una carta circular a la población albanesa ortodoxa de Kolonjë para disuadirles de tener lazos con Luarasi. En ella, Philaretos se refería a él como un "renegado maldito" que difundía "la masonería libre y el protestantismo", al tiempo que condenaba su trabajo con la educación albanesa y afirmaba que el idioma albanés "no existía".
Posteriormente, emigró a los Estados Unidos en el período 1904-1908, donde fue miembro activo del Movimiento Nacional Albanés e inició las asociaciones patrióticas Nostalgia por la Patria (en albanés, Malli i Mëmëdheut y El Pelasgo (en albanés, Pellazgu). Luarasi también trabajó como director y profesor de la primera escuela albanesa de las hermanas Qiriazi en Korçë y entre 1909 y 1911 trabajó como director de la escuela Negovani, fundada por Kristo Negovani.
También contribuyó a las organizaciones que encabezaron el camino que condujo a la Declaración de Independencia de Albania (secesión) del Imperio Otomano.
Petro Nini Luarasi fue uno de los delegados del Congreso de Monastir que sancionó la creación del alfabeto albanés en 1908. Por sus actos patrióticos, por apoyar la secesión de Albania del Imperio Otomano, por enseñar la lengua albanesa y por su activismo social, fue perseguido tanto por el Patriarca Ecuménico de Constantinopla como por el régimen de los Jóvenes Turcos. Según muchas posibilidades murió envenenado por el Patriarca el 17 de agosto de 1911.

## Obra
Colaboró, publicó y fue redactor jefe de las siguientes revistas:
- Unión de las Naciones (en albanés: Bashkimi i kombit), publicada en Monastir durante el período 1909-1910, de la cual fue redactor jefe

- Drita, publicada en Sofía (Bulgaria) durante el período 1907-1908

- La Nación (en albanés: Kombi), publicada en Boston, en 1908

- La Libertad (en albanés: Liria), publicada en Tesalónica durante el período 1909-1910

En estas revistas publicó textos docentes, poesía y publicidad. En su obra política La maldición de las letras albanesas (en albanés: Mallkimi i shkronjave shqipe) y Difamación de los albaneses (en albanés: Çpërfolja e shqiptarit) (Monastir, 1911), defendió los derechos del pueblo albanés a cultivar su propia cultura nacional. Propagó las ideas principales del Renacimiento Nacional Albanés, que eran las de unir al pueblo albanés en su lucha por la libertad de Albania, sin importar las creencias religiosas.

## Reconocimientos
El Gobierno albanés otorgó a Petro Nini Luarasi el título de Maestro del Pueblo de Albania. Una escuela secundaria lleva su nombre en Tirana (Albania). El 13 de enero de 2012, el presidente albanés, Bamir Topi, condecoró a Luarasi con la Orden de Honor de la Nación de Albania después de su muerte.